# Platoni

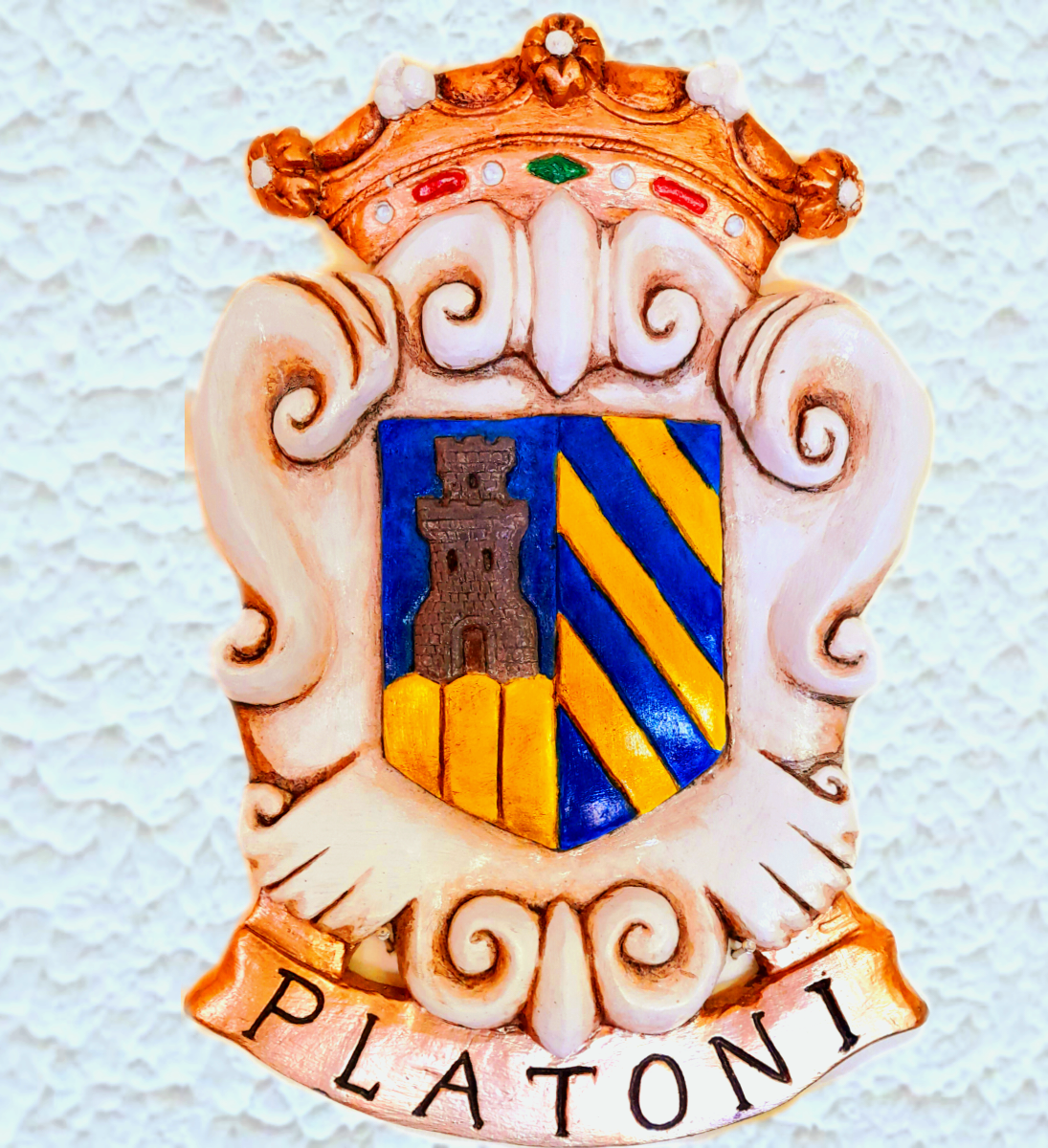
Stemma di Casa Platoni

La Casata dei Platoni (de Platis) fu una casa feudale, stanziata nella Val Taro.

## Origine storica

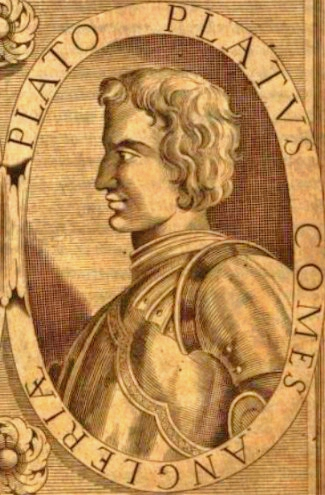
Plato Platoni

Casta militare un'origine dègana, un'origine cioè legata a quei guerrieri barbarici che avevano compiti di sorveglianza e governo all'interno dei possedimenti di re e duchi longobardi. Tenuto conto che il territorio di origine dei Platoni corrisponde all'attuale circondario di Borgo Val di Taro, sappiamo che tali territori erano stati donati dai re barbarici all'Abbazia di San Colombano di Bobbio. I Platoni, in particolare, risulterebbero essere stati i livellari di questi terreni per conto dell'Abbazia, concentrando nelle proprie mani sempre maggior potere. Il capostipite storico della famiglia fu Plato Platoni (Borgo Val di Taro, ca. 980 - Borgo Val di Taro, ca. 1022). Egli era figlio di Facio, conte d'Angheria (attuale Angera), Conte Palatino e Cavaliere della Milizia Aurata. Costui raggiunse l'alta Val di Taro, per merito delle ottime capacità militari, e sposò Domitilla, figlia maggiore del curtis livellario Turris, che fu maestro di Bobbio. Anche il figlio Plato, come il padre, poté vantare i titoli di Conte Palatino e Cavaliere della Milizia Aurata, nonché Imperial Signore di Parma e del Ceno.

## Origine del cognome
Malgrado, come abbiamo visto, il vero fondatore della dinastia fu Facino, viene spontaneo chiedersi perché i discendenti abbiano acquisito il cognome Platoni dal figlio, Plato, soprattutto tenuto conto della scelta insolita di un cognome che sembra avere origini greche. La risposta è rintracciabile nel testamento di Plato Platoni, il quale lasciò in eredità comune ai figli il castello Platono, con lo scopo dichiarato di preservare il cognome della casata. Sembrerebbe quindi che lo stesso Plato abbia acquisito il suo nome dal fortilizio ricevuto dal padre e che questo rappresentasse il simbolo del potere della casata (si tratta forse della stessa rocca presente nello stemma della famiglia).

## Il testamento
In seguito alla morte di Plato Platoni, che nel frattempo aveva contratto matrimonio con Metodia di Lomello, figlia di Luciano, conte di Lomello, i vari possedimenti vennero suddivisi tra i figli. Rimane tutt'oggi prova di questa suddivisione nel testamento rogato dal notaio Zirolo de Laude, conservato all'Archivio di Stato di Parma. Secondo tale atto notarile rimase unicamente indiviso il castello de Platono, mentre i figli maggiori Allinerio e Franzoto ebbero le proprietà della Val Vona fino a Mozzola; Rolandino ricevette i territori tra l'Ena e il Gotra, oggi in Albareto; a Lusiardo andò l'alta Val Taro, dove oggi sorge Borgo Val di Taro; Begarolo si ritrovò il castello di Pietramogolana e territori vicino al fiume Taro mentre l'ultimo figlio, Antonio, ereditò i territori del milanese. Non viene nominato nel testamento l'ultimo figlio, Lariato, in quanto nato illegittimo. Come si può notare i territori sotto il controllo di Plato raggiungevano dimensioni ragguardevoli, ma proprio la loro divisione tra i sei figli fu all'origine dell'indebolimento della potente famiglia, tant'è vero che ogni ramo si distinse in una nuova famiglia conservando in pochi casi il cognome originario Platoni (esso venne conservato unicamente dai due figli maggiori, Allinerio e Franzoto).

## Storia
Tra il XI e il XII secolo i Platoni furono a capo di una consorteria di famiglie nobili montane che governavano i territori della Val Taro e della Val Ceno. Nel XIII e XIV secolo la famiglia fu tra i maggiori alleati dei Landi di Bardi negli scontri con i guelfi piacentini. Nel Cinquecento numerosi membri della famiglia presero parte al governo cittadino di Borgo Val di Taro e dei villaggi circostanti, ricoprendo spesso cariche quali magistrature, capitanerie, consigli e consolati. Altri Platoni, non residenti in città, fecero parte del consiglio cittadino quali rappresentanti dei Rurali. In seguito diversi Platoni si trasferirono a Piacenza, anche lì con incarichi di rilievo all'interno del governo cittadino.

## Famiglie discendenti
Dalla frantumazione del consorzio feudale si formarono varie famiglie, alcune delle quali, come abbiamo detto prima, non conservarono il cognome originario ma bensì lo modificarono. È questo il caso dei Granelli, i Lusardi (Luxardo, Lusiardi, Lusuardi), i Costaerbosa, i quali videro numerosi episodi di violenza con la fazione dei Platoni di Borgo val di Taro, o i Rossi che continuarono ad appellarsi “seu de Platis“ e che per anni dominarono il territorio valtarese.

## Termine del potere
L'ultimo Platoni (quantomeno l'ultimo discendente a mantenere il cognome, malgrado come abbiamo visto via siano stati diversi rami della famiglia che lo modificarono nel tempo) a governare su un feudo fu Troilo Platoni (Gravago - Fidenza, post 1772), ultimo feudatario di Gravago. Soppresso il feudo nel 1772, gli fu intimato dal Duca di Parma di ritirarsi dal feudo, unito al Comune di Bardi. Egli si stabilì e morì a Borgo San Donnino, odierna Fidenza. Ciononostante la diffusione del cognome anche in anni successivi nella zona valtarese porta a supporre che discendenti della famiglia, malgrado non sempre nobili o appartenenti ai ceti elevati, siano sopravvissuti fino ai giorni nostri.